# Юрген Кульманн
Юрген Кульманн (нім. Jürgen Kuhlmann; 3 березня 1920, Вайсенфельс — 27 січня 1945, протока Святого Георга) — німецький офіцер-підводник, оберлейтенант-цур-зее крігсмаріне.

## Біографія
1 жовтня 1938 року вступив на флот. З листопада 1941 року — вахтовий офіцер на есмінці «Ріхард Байцен». З 9 травня по 15 листопада 1943 року пройшов курс підводника, 16-30 листопада — курс позиціонування (радіовимірювання), з 1 грудня 1943 по 6 лютого 1944 року — курс командира підводного човна, після чого був направлений на будівництво U-1172. З 20 квітня 1944 року — командир U-1172. 22 грудня 1944 року вийшов у свій перший і останній похід, під час якого безповоротно вивів з ладу 1 корабель, пошкодив ще 1 корабель і потопив 1 корабель.
| Дата          | Назва корабля                            | Тип                  | Тоннаж | Вантаж            | Екіпаж | Загинули | Країна             | Конвой |
| ------------- | ---------------------------------------- | -------------------- | ------ | ----------------- | ------ | -------- | ------------------ | ------ |
| 15 січня 1945 | HMS Thane (D83) (безповоротно втрачений) | Ескортний авіаносець | 11,400 | Літаки            | ?      | 10       | Британська імперія |        |
| 15 січня 1945 | Spinanger (пошкоджений)                  | Тепловий танкер      | 7,429  | Мазут             | ?      | 4        | Норвегія           |        |
| 23 січня 1945 | Vigsnes                                  | Торговий пароплав    | 1,599  | 1936 тонн вугілля | 25     | 0        | Норвегія           | MH-1   |

27 січня 1945 року U-1172 був потоплений в протоці Святого Георга (52°24′ пн. ш. 05°42′ зх. д.) глибинними бомбами британських фрегатів Тайлер, Кітс та Блай. Всі 52 члени екіпажу загинули.

## Звання
- Кандидат в офіцери (1 жовтня 1938)
- Морський кадет (1 липня 1939)
- Фенріх-цур-зее (1 грудня 1939)
- Оберфенріх-цур-зее (1 серпня 1940)
- Лейтенант-цур-зее (1 квітня 1941)
- Оберлейтенант-цур-зее (1 квітня 1943)

## Нагороди
- Залізний хрест
  - 2-го класу (27 листопада 1940)
  - 1-го класу (5 січня 1943)
- Медаль «За Атлантичний вал» (1 січня 1942)
- Нагрудний знак есмінця (14 лютого 1942)
- Нагрудний знак флоту (5 січня 1943)